# United Democratic Alliance (Sambia)
Die United Democratic Alliance war eine Drei-Parteien-Koalition in Sambia aus United Party for National Development (UPND), United National Independence Party (UNIP) und Forum for Democracy and Development (FDD), die am 7. März 2006 im Vorfeld der anstehenden Wahlen in Sambia gegründet wurde.

## Entwicklung
Die drei Gründungsparteien einigten sich auf einen gemeinsamen Präsidentschaftskandidaten aus der Einsicht und aus der Erfahrung der Wahlen 2001 mit elf Präsidentschaftskandidaten, dass das geltende einfache Mehrheitswahlrecht in Sambia den Amtsinhaber umso mehr begünstigt, je mehr Kandidaten sich zur Wahl stellen. Als gemeinsamer Kandidat war zunächst der UPND-Parteivorsitzende Anderson Mazoka vorgesehen. Nach dessen überraschenden Tod am 24. Mai 2006 wurde
Hakainde Hichilema, ein junger Geschäftsmann, Vorsitzender der UPND und, nach einigen Diskussionen mit Edith Nawaki vom FDD, auch als Vorsitzender und Präsidentschaftskandidaten der UDA. Der Versuch, den populistischen Michael Sata von der Patriotic Front mit ins Boot zu holen, schlug fehl.
Bei der Präsidentschaftswahl 2006 konnte der politisch relativ unerfahrene und zuvor auch weitgehend unbekannte Hichilema mit 25,3 %  Stimmenanteil einen Achtungserfolg erzielen. Die drei konstituierenden UDA-Parteien erhielten in der Summe weniger Stimmen als bei den Wahlen 2001. Nach internen Streitigkeiten löste sich die UDA nach 2007 wieder in ihre drei Gründungsparteien auf.